# Discurso de Despedida

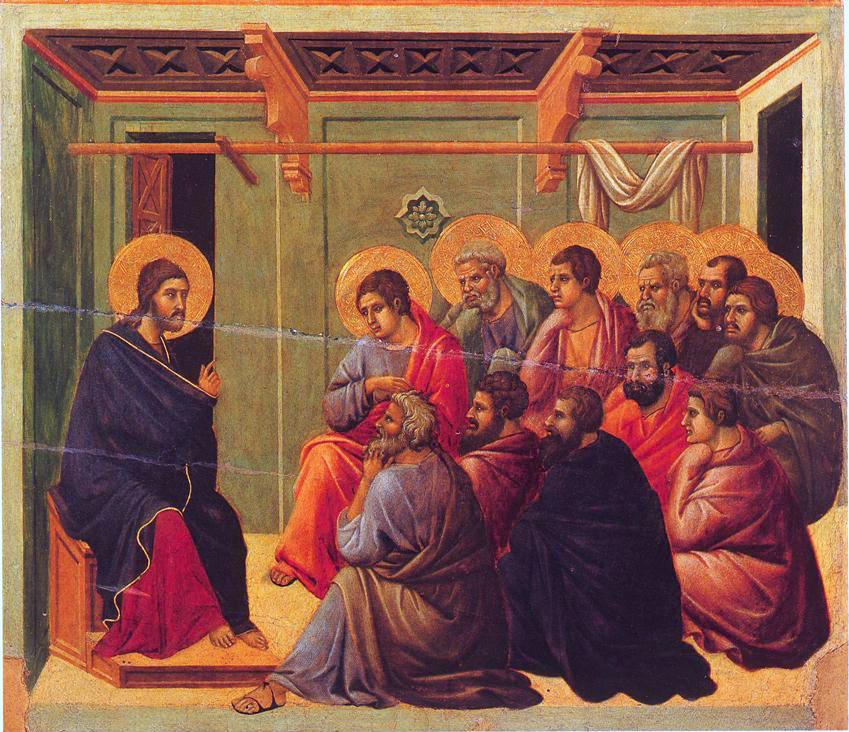
Jesús despidiéndose de sus once discípulos restantes, de la Maestà de Duccio, 1308–1311.

En el Nuevo Testamento, los capítulos 14-17 del Evangelio de Juan se conocen como el Discurso de Despedida dado por Jesús a once de sus discípulos inmediatamente después de la celebración de la Última Cena en Jerusalén, la noche antes de su crucifixión.
El discurso es generalmente visto como teniendo componentes diferenciados. En primer lugar, Jesús dice a sus discípulos que él se iba al Padre, quien enviaría el Espíritu Santo para guiarlos. Jesús concede paz a los discípulos y les manda amarse los unos a los otros. La expresión de la unidad de amor entre Jesús y su Padre, en el Espíritu, aplicándose a sus discípulos en el amor de Cristo, es un tema clave en el discurso, que se manifiesta por varias reiteraciones del Nuevo Mandamiento: «Amaos los unos a los otros, como yo os he amado».
La siguiente parte del discurso contiene la alegoría de la Vid, que posiciona a Jesús como la vid (la fuente de vida para el mundo) y a los discípulos como las ramas, basándose en el modelo de discipulado en los evangelios. La Vid nuevamente enfatiza el amor entre los discípulos, pero Jesús entonces advierte a los discípulos sobre futuras persecuciones: «Si el mundo os aborrece, sabed que a mí me ha aborrecido antes que a vosotros [...] Estas cosas os he hablado para que en mí tengáis paz. En el mundo tendréis aflicción; pero confiad, yo he vencido al mundo».
En la parte final del discurso (Juan 17:1-26) Jesús ora por sus seguidores y por la venidera Iglesia. Esta es la oración más larga de Jesús en cualquiera de los evangelios, y es conocida como la Oración de Despedida o la Oración Sacerdotal. Los temas clave de la oración son la glorificación del Padre y peticiones por la unidad de los discípulos a través del amor. Jesús ora al Padre para que sus seguidores «sean uno, así como nosotros somos uno» y que «el amor con que me has amado, esté en ellos, y yo en ellos».

## Estructura y resumen

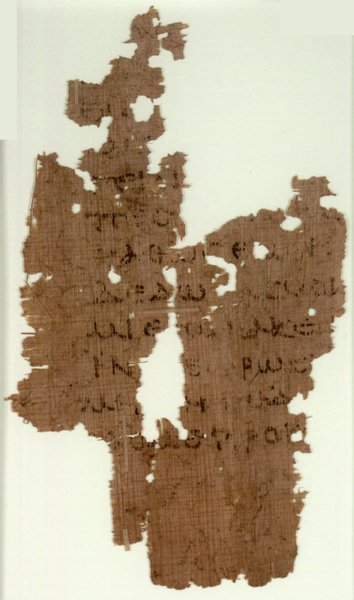
Papiro 108 (siglo II o III) conteniendo desde el final del Discurso de Despedida.

Aunque los capítulos 13–17 de Juan pueden ser vistos como una gran unidad monolítica, la mayor parte del capítulo 13 puede considerarse como una preparación para la despedida, y la oración de despedida en el capítulo 17 como su conclusión.
El discurso está precedido de Juan 13:31-38 (justo después de que Judas abandonara la última cena), en el que Jesús da a sus once discípulos restantes el Nuevo Mandamiento de «Amaos unos a otros», y predice la negación de Pedro durante su posterior crucifixión. El discurso se inicia después de la limpieza literal (el lavatorio de los pies) y la purificación figurativa de la comunidad de discípulos mediante la salida de Judas.
El discurso puede separarse en cuatro componentes:
- Primer discurso (Juan 14:1-31): El tema de esta parte es de salida y de regreso; la paz y la alegría, y es similar al tercer discurso. Jesús afirma que él se va al Padre, pero enviará al «Consolador» a los discípulos.
- Segundo discurso (Juan 15:1-17): Esta parte es también llamada la Vid y anuncia el amor de Jesús, y como Jesús es la fuente de vida para la comunidad. Al final, esto lleva a la discusión sobre el odio del mundo en la próxima sección.
- Tercer discurso (Juan 15:18-16:33): Esta sección se refiere nuevamente a la partida de Jesús y el Consolador que vendrá a los discípulos; y contrasta el amor de Jesús con el odio del mundo.
- La «Oración de Despedida» (Juan 17:1-26): Aquí Jesús presenta cinco peticiones específicas al Padre mientras Él ora por sus discípulos y por la comunidad de seguidores.[6]

Sin embargo, esta estructura de la cuarta parte no está sujeta a un acuerdo universal entre los estudiosos, y, a veces, se asume que la tercera parte comienza al inicio del capítulo 16 de Juan. Algunos estudiosos utilizan una estructura de tres partes, en la que los capítulos 15 y 16 forman una unidad.
La declaración «estas cosas os he hablado para que» se produce varias veces a lo largo del discurso, y hace hincapié en que las palabras de despedida pronunciadas por Jesús no deben ser olvidadas. La declaración «mientras aún estoy con vosotros» también subraya la importancia de las últimas instrucciones dadas.
Este discurso está lleno de contenido cristológico, por ejemplo, reitera la preexistencia de Cristo en Juan 17:5, cuando Jesús se refiere a la gloria que él tenía con el Padre «antes de que el mundo fuese».

## Los cuatro componentes del discurso

### Parte 1: Mi paz os doy
Los tres componentes aquí son:

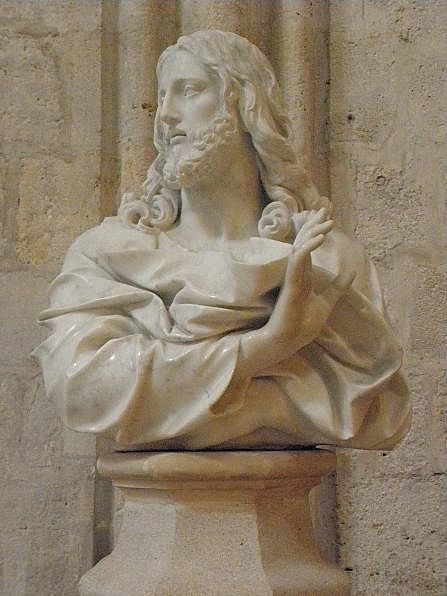
Estatua de Jesús dando su bendición, Catedral de Notre Dame.

- Jesús dice que él va al Padre y reafirma su relación divina con él (Juan 14:1-14).
- El mandamiento del amor y la llegada del Espíritu Santo (Juan 14:15-24).
- Jesús otorga paz y alienta a los discípulos a no tener miedo (Juan 14:25-31).

Al comienzo de esta parte Jesús dice a los discípulos que él se iba al Padre, causándoles temor por su partida. Sin embargo, él les asegura que va a ir a «preparar un lugar» para ellos en la casa de su Padre y, con eso, sepan que el camino es a través de él. Jesús declara en Juan 14:6:
Yo soy el camino, y la verdad, y la vida; nadie viene al Padre, sino por mí.
que identifica a Jesús como el único camino al Padre, lo que desde entonces formó parte de las enseñanzas de la comunidad cristiana primitiva, con el apóstol Pedro declarando en Hechos 4:12:
Y en ningún otro hay salvación; porque no hay otro nombre bajo el cielo, dado a los hombres, en que podamos ser salvos.
identificando a Jesús como el único camino a la salvación. Entonces Jesús afirma su unidad con el Padre en Juan 14:7-9:
Si me conocieseis, también a mi Padre conoceríais [...]. El que me ha visto a mí, ha visto al Padre [...].
La declaración en Juan 14:11, «Yo soy en el Padre, y el Padre en mí», afirma aún más la relación especial de Jesús y el Padre.
La declaración en Juan 14:26: «el Espíritu Santo, a quien el Padre enviará en mi nombre» está en el marco de las «relaciones de envío» en el evangelio de Juan. En Juan 9:4 (y también Juan 14:24) Jesús se refiere al Padre como «el que me envió», y en Juan 20:21 afirma «Como me envió el Padre, así también yo os envío», refiriéndose a los discípulos. En Juan 15:26, Jesús envía asimismo al Espíritu: «a quien yo os enviaré del Padre, el Espíritu de verdad [...] dará testimonio acerca de mí». En el Evangelio de Juan, el Padre nunca es enviado, él es «el emisor» de Jesús y el Espíritu Santo. Jesús envía igualmente al Espíritu Santo. El Espíritu nunca es el remitente, sino que es enviado por el Padre y Jesús.
El otorgamiento de la paz por Jesús en Juan 14:27 contrasta especialmente con la política «paz terrenal» al afirmar:
La paz os dejo, mi paz os doy; yo no os la doy como el mundo la da.
Kostenberger afirma que probablemente contrastaba la «paz celestial» de Jesús con los intentos de paz mundana de la época, como la Pax Romana instituida por el emperador Augusto. El uso de la palabra paz (eleos en griego) es poco frecuente en el Evangelio de Juan y, aparte de otro caso, en el Discurso de Despedida (Juan 16:33), solamente es utilizada por el Jesús resucitado en Juan 20:19-26.

### Parte 2: Yo soy la vid, vosotros los sarmientos

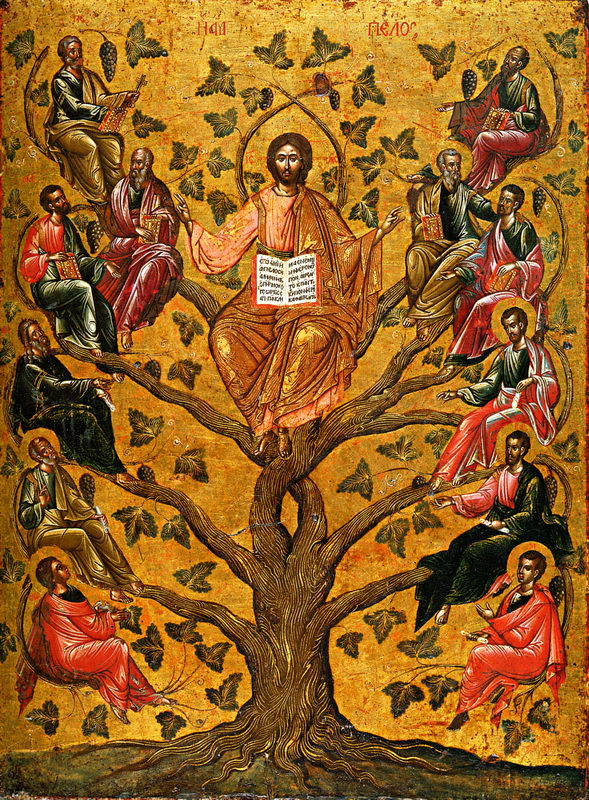
Cristo, la Vid Verdadera, icono griego.

Esta parte es una meditación sobre Jesús como la fuente de vida de la comunidad y se basa en el modelo de discipulado en los evangelios.
En el principio Jesús dice: «Yo soy la vid verdadera», lo que lleva a la utilización del término la Vid para referirse a esta enseñanza. Los discípulos (y, por lo tanto, la comunidad) son mencionados inmediatamente después, como las ramas que dependen de Jesús (Juan 15:5):
Yo soy la vid, vosotros los pámpanos; el que permanece en mí, y yo en él, éste lleva mucho fruto; porque separados de mí, nada podéis hacer.
Los pasajes en Juan 15:9-10 dibujan luego paralelismos entre la relación entre Jesús y los discípulos con la del Padre y Jesús:
Como el Padre me ha amado, así también yo os he amado; permaneced en mi amor. Si guardareis mis mandamientos, permaneceréis en mi amor; así como yo he guardado los mandamientos de mi Padre, y permanezco en su amor.
Más tarde, en el discurso, este patrón se repite en Juan 17:18, donde Jesús envía a los discípulos al mundo, así como el Padre lo había enviado al mundo.
Este patrón de discipulado vuelve a enfatizar las enseñanzas del «Buen Pastor» en Juan 10:1-21, en el que uno «da la vida» en obediencia.
A continuación, el tema de la instrucción destaca en que permanecer en Jesús resulta fructífero, y lo contrario, en desaparición. Y Jesús se refiere entonces a sus discípulos como amigos (Juan 15:14):
Vosotros sois mis amigos, si hacéis lo que yo os mando.
Este componente del discurso termina de nuevo en Juan 15:17, reiterando la importancia del amor:
Esto os mando: Que os améis unos a otros.

### Parte 3: Si el mundo os aborrece

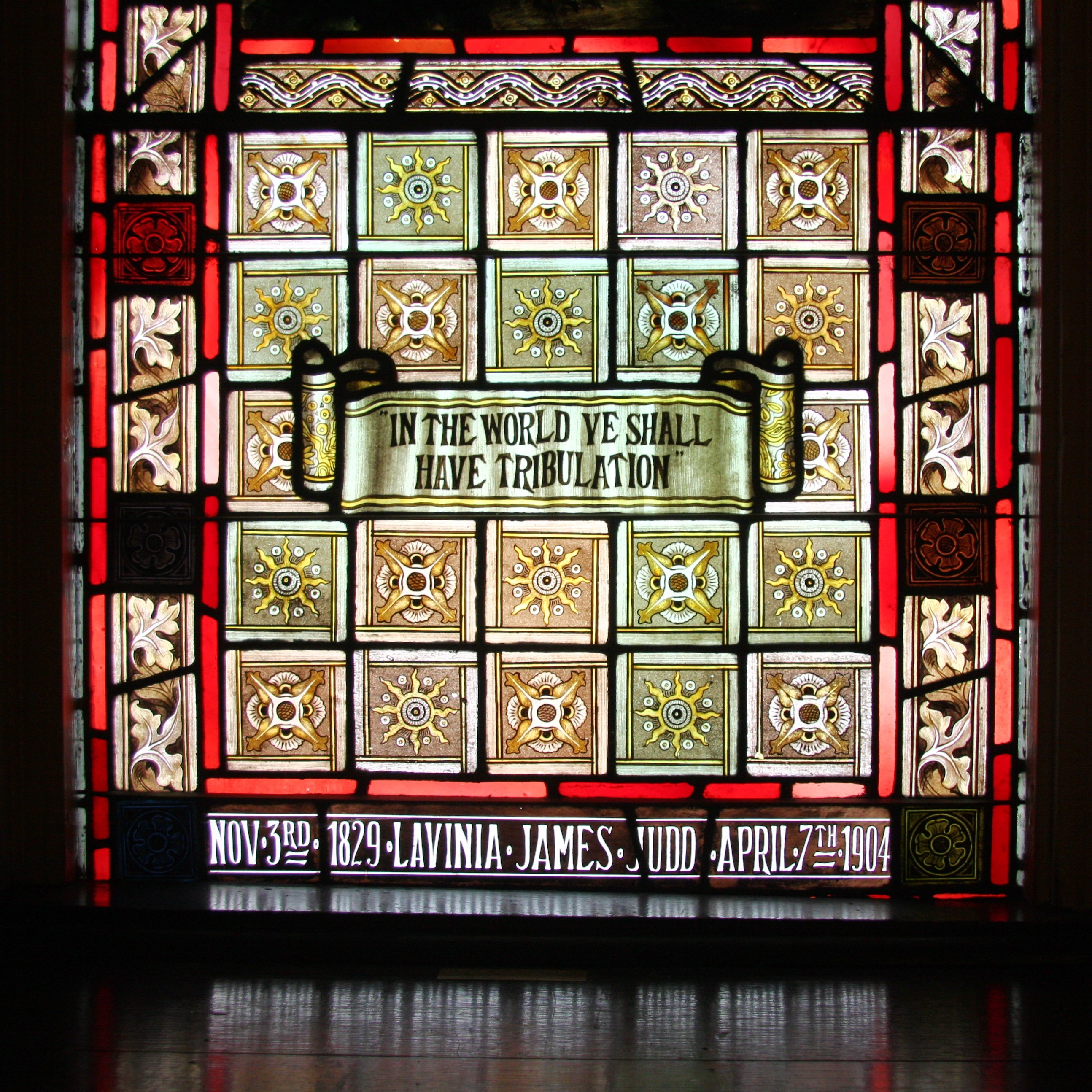
Vitral con una cita del Discurso de Despedida: «In the world ye shall have tribulation» [«En el mundo tendréis aflicción»].

En Juan 15:18-16:33, Jesús prepara a sus discípulos para el conflicto y el odio del mundo, recordándoles que él también se había enfrentado a la adversidad:
Si el mundo os aborrece, sabed que a mí me ha aborrecido antes que a vosotros. Si fuerais del mundo, el mundo amaría lo suyo; pero porque no sois del mundo, antes yo os elegí del mundo, por eso el mundo os aborrece.
Advierte a los discípulos de próximas persecuciones diciendo (Juan 15:20):
Si a mí me han perseguido, también a vosotros os perseguirán [...].
Esto señala nuevamente paralelismos entre Jesús y sus discípulos, como se había dibujado anteriormente en el discurso. En la Primera Epístola de Juan (1 Juan 3:13) a los creyentes se les recuerda esto nuevamente: «Hermanos míos, no os extrañéis si el mundo os aborrece». Dibujando más paralelismos, Jesús afirma en Juan 15:23:
El que me aborrece a mí, también a mi Padre aborrece.
Pero Jesús consuela a los discípulos, asegurándoles que él enviará al «Espíritu de Verdad» para llevar su testimonio (Juan 15:26):
Pero cuando venga el Consolador, a quien yo os enviaré del Padre, el Espíritu de verdad, el cual procede del Padre, él dará testimonio acerca de mí.
Y Jesús añade que si no se aparta, el Espíritu Santo no llegará, e indica que la continuación de su labor en el mundo se llevaría a cabo por el Espíritu Santo.
Jesús también asegura a los discípulos del amor del Padre por ellos, dibujando nuevamente paralelismos (Juan 16:27-33):
pues el Padre mismo os ama, porque vosotros me habéis amado, y habéis creído que yo salí de Dios.
En el mundo tendréis aflicción; pero confiad, yo he vencido al mundo.
Después de estas declaraciones, Jesús comienza una serie de oraciones por los discípulos.

### Parte 4: Oración de Despedida

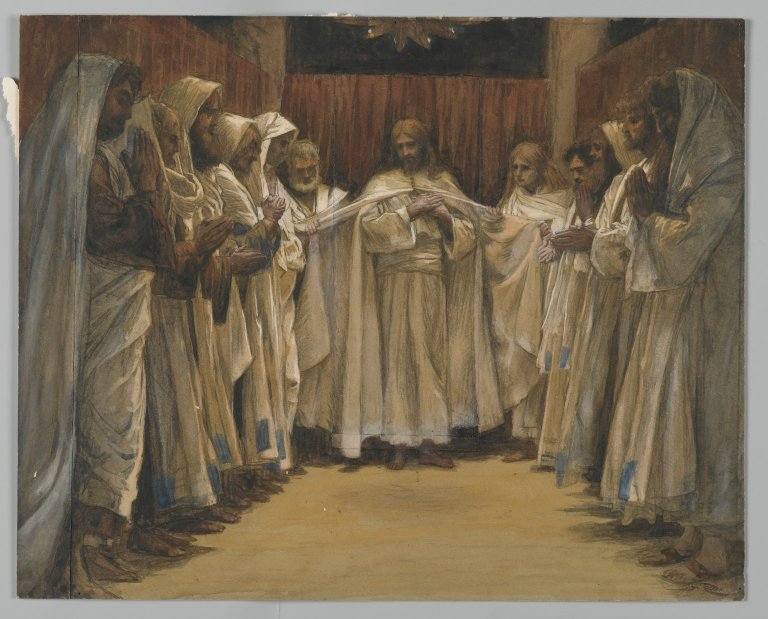
El último sermón de Nuestro Señor (entre 1886 y 1894), de James Tissot. Museo Brooklyn.

El episodio descrito enJuan 17:1-26 es generalmente conocido como la Oración de Despedida o la Oración Sacerdotal. Jesús ora por sus seguidores y por la venidera Iglesia. Esta es la oración más larga de Jesús en cualquiera de los evangelios. Mientras que las primeras partes del discurso se dirigen a los discípulos, esta parte final se dirige al Padre; Jesús vuelve los ojos al cielo y ora.
La oración tiene lugar en un momento único en el ministerio de Jesús, al final de sus últimas instrucciones a sus seguidores, y al inicio de su pasión. Una vez que la oración ha terminado, los acontecimientos de la Pasión de Jesús y el final de su vida terrenal se desarrollan con bastante rapidez. En la oración, Jesús da cuenta por última vez de su ministerio terrenal al Padre y, orando a él, reitera su total dependencia del Padre.
La oración comienza con la petición de Jesús por su glorificación del Padre, ya que finalizó su trabajo, y sigue una intercesión por el éxito de las obras de sus discípulos y de la comunidad de sus seguidores.
Un tema clave de la oración es la glorificación del Padre. En la primera parte, Jesús con habla con el Padre acerca de su relación, reiterando indirectamente así lo dicho a sus discípulos.
Entonces, reflejando la naturaleza de su relación, Jesús pide al Padre que le glorifique como él glorificó al Padre en su ministerio terrenal; en referencia al tema de la vida eterna, expresado en Juan 17:3:
Y esta es la vida eterna: que te conozcan a ti, el único Dios verdadero [...].

La oración de despedida consta de las siguientes cinco peticiones:
- 17:1-5: Petición para la glorificación, basándose en la culminación de su trabajo.
- 17:6-10: Peticiones para sus discípulos.
- 17:11-19: Petición para la preservación y la santificación de «los suyos» en el mundo.
- 17:20-23: Petición para la unidad de «los suyos».
- 17:24-26: Petición para la unión de «los suyos» consigo mismo.

Las dos últimas peticiones corresponden a la unidad, caracterizándose por:
La gloria que me diste, yo les he dado, para que sean uno, así como nosotros somos uno. (Juan 17:22).
Y les he dado a conocer tu nombre, y lo daré a conocer aún, para que el amor con que me has amado, esté en ellos, y yo en ellos. (Juan 17:26).
con la petición final siendo la unidad eterna de Jesús con sus seguidores.

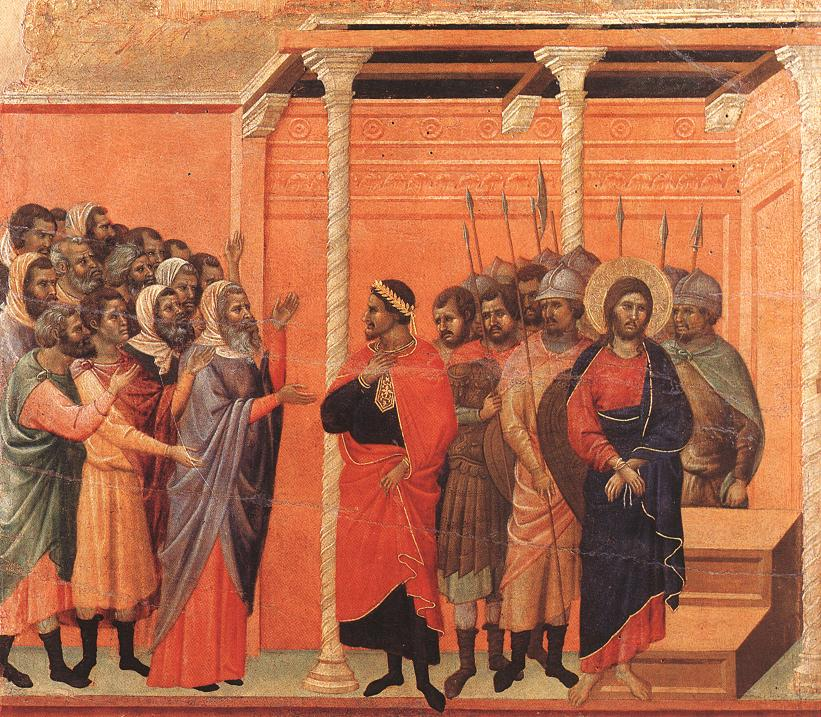
Jesús (en la derecha) siendo acusado por los fariseos, al día siguiente de la Última Cena, de Duccio.

Las referencias a «tu nombre» en Juan 17:6 y Juan 17:26 enfatizan la importancia del nombre de Dios en el cristianismo, que en las enseñanzas cristianas (por ejemplo, de Cirilo de Alejandría) ha sido visto como una representación de todo el sistema de «verdad divina», reveló a los fieles «que creen en su nombre», como en Juan 1:12.

## Historicidad
El Jesus Seminar ha argumentado que los versículos Juan 14:30-31 representan una conclusión, y que los tres capítulos siguientes fueron insertados posteriormente en el texto. Este argumento considera al Discurso de Despedida como no auténtico, y postula que fue construido después de la muerte de Jesús. Del mismo modo, Stephen Harris ha cuestionado la autenticidad del discurso, ya que sólo aparece en el Evangelio de Juan, y no en los evangelios sinópticos. Sin embargo, los estudiosos como Herman Ridderbos ven Juan 14:30-31 como un «final provisional» simplemente para la parte del discurso y no un final a la totalidad del discurso.
Fernando Segovia ha argumentado que el discurso originalmente consistía en apenas el capítulo 14, y los otros capítulos fueron añadidos más tarde, pero Gary M. Burge se opone a este argumento, dada la unidad teológica y literaria global de la obra, y porque el discurso tiene mucho en común con el evangelio como un todo, por ejemplo, los temas de la muerte y resurrección de Jesús y su cuidado por los suyos.
En 2004, Scott Kellum publicó un análisis detallado de la unidad literaria de todo el Discurso de Despedida y señaló que demuestra que fue escrito por un solo autor, y que su estructura y colocación dentro del Evangelio de Juan es coherente con el resto del evangelio.